# Y la Argentina detuvo su corazón
 Y la Argentina detuvo su corazón es un cortometraje documental  argentino de 1952, dirigido por Edward Cronjager, quien también fue su director de fotografía. 

## Historia
Al fallecer Eva Perón el 26 de julio de 1952 el secretario de prensa y difusión Raúl Apold contrató a Edward Cronjagar, camarógrafo de la 20th Century Fox, que había filmado los funerales del mariscal Foch para que hiciera lo mismo con el funeral de Evita y de ese material resultó este documental, que se estrenó el 17 de octubre del mismo año.
Como la televisión argentina estaba en sus primeros pasos y no había gente tan experimentada, se resolvió contratar a un equipo de filmación norteamericano, al mando del director y fotógrafo californiano Edward Cronjager, quien registró las intensas escenas de dolor popular en el documental Y la Argentina detuvo su corazón, el primero en color producido en el país. Cronjager supo potenciar el dramatismo de las escenas nocturnas iluminadas por las marchas de antorchas y las colas serpenteantes bajo la lluvia."
En 2022 el canal de YouTube “Ayer nomás”, dedicado a analizar series antiguas publicó que había detectado que en la película Batman, de 1966 la productora 20th Century Fox había utilizado imágenes del funeral de Eva Perón tomada del documental para representar a la multitud de ciudadanos de Ciudad Gótica que esperan que Batman y Robin detengan los planes de los villanos para conquistar el mundo.

## Legado
Pablo Sirvén comentó sobre este filme:

"El entierro de la segunda esposa de Perón fue un funeral tan grandioso y teatral que inspiró décadas más tarde la exitosa ópera rock Evita -de Tim Rice y Andrew Lloyd Webber-, que se representó por años en teatro y que Alan Parker llevó al cine con Madonna en el papel de la "abanderada de los humildes". Incluso fue filmada en las calles porteñas y en la mismísima Casa de Gobierno.